# Spooneromyces
Spooneromyces is een geslacht van schimmels behorend tot de familie Pyronemataceae. De wetenschappelijke naam van het geslacht werd voor het eerst in 1989 geldig gepubliceerd door  T. Schumach en J. Moravec.

## Soorten
Volgens Index Fungorum bestaat het geslacht uit vijf soorten (peildatum maart 2022):
| Soortnaam                 | Auteur(s)                             | Publicatiejaar |
| ------------------------- | ------------------------------------- | -------------- |
| Spooneromyces daliensis   | (W.Y. Zhuang) W.Y. Zhuang             | 2005           |
| Spooneromyces helveticus  | J. Breitenb. & F. Kränzl.             | 1989           |
| Spooneromyces laeticolor  | (P. Karst.) T. Schumach. & J. Moravec | 1989           |
| Spooneromyces microsporus | Jamoni                                | 2008           |
| Spooneromyces velenovskyi | (Vacek ex Svrček) Van Vooren          | 2014           |